# NGC 3330
NGC 3330 est un amas ouvert,, situé dans la constellation Voiles.
Selon la classification des amas ouverts de Robert Trumpler, cet amas renferme moins de 50 étoiles (lettre p) dont la concentration est moyenne (II) et dont les magnitudes se répartissent sur un intervalle moyen (le chiffre 2). Toutefois, selon le catalogue Lynga, l'amas renferme entre 50 et 100 étoiles (m), dont concentration est moyennement faible. Cependant, Lynga indique que l'amas renferme 30 membres. Cette contradiction entre la classification et le nombre de membres n'est pas rare dans le catalogue Lynga.

## Observation
Avec une magnitude visuelle de 7,4, on peut observer l'amas avec de petites jumelles.

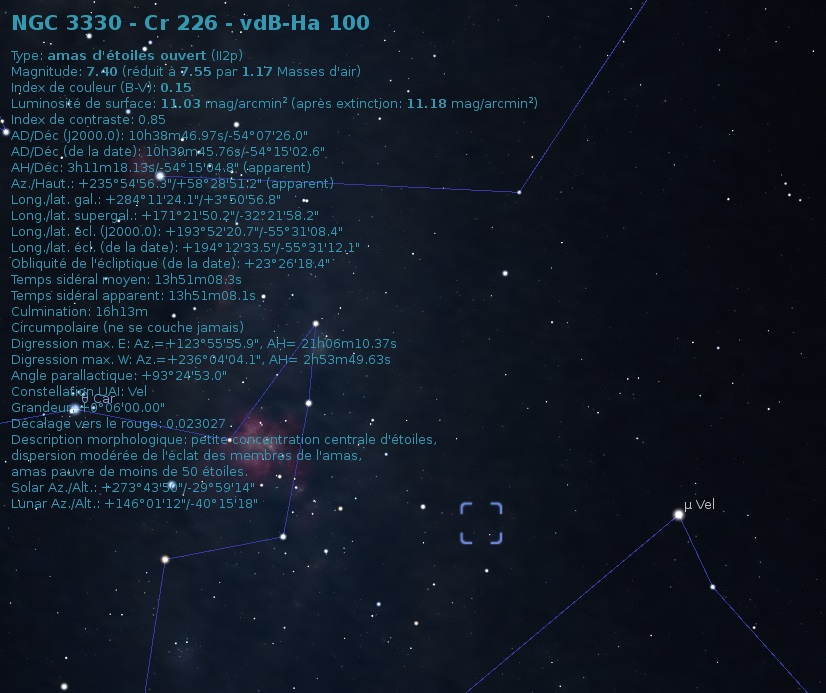
Localisation de NGC 3330 dans la constellation de Scorpion. (Stellarium)

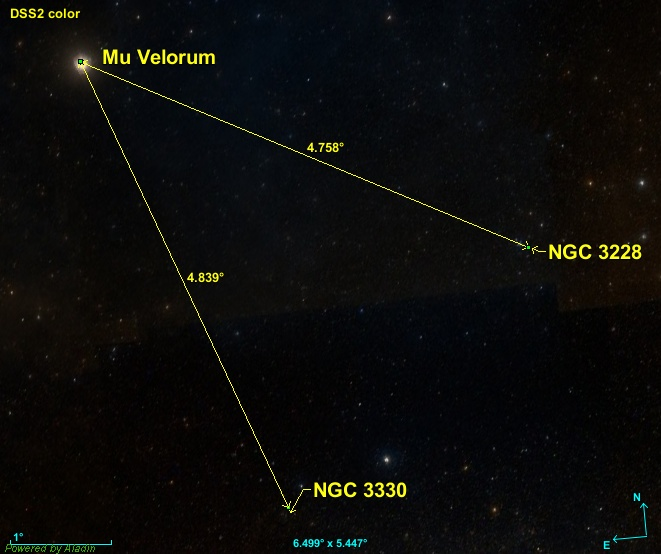
Position de NGC 3330 par rapport à une étoile.

NGC 3330 est situé à environ 4,8 degrés au sud-ouest de l'étoile Mu Velorum. L'amas ouvert NGC 3228 se trouve dans la même région du ciel.

## Caractéristiques

### Distance
La parallaxe moyenne des étoiles de l'amas a été obtenue des mesures effectuées par le satellite Gaia. Cinq valeurs différentes publiées dans de récents articles (2018 à 2022) sont indiquées sur la base de données Simbad : 0,581 ± 0,029 0 mas, 0,558 ± 0,062 mas, 0,552 ± 0,063 mas, 0,552 ± 0,006 mas et 0,552 ± 0,063 mas. La moyenne de ces valeurs et de leur incertitude est égale à 0,559 0 ± 0,044 6, ce qui correspond à une distance de 1 789 +155
-132 pc.

### Vitesse
Simbad indique deux valeurs identiques de la valeur de la vitesse, soit −5,86 ± 0,46 km/s,.

### Taille
Selon les sources, la taille apparente est comprise entre 5,1' et 14,9",. Les deux cercles de l'image de l'encadré à droite montre ces deux valeurs. Grâce à un calcul simple, on peut trouver la taille réelle de l'amas. En utilisant la plus grande taille apparente et la plus grande distance, on obtient la taille réelle maximale soit 27,48 al. De même, en utilisant la plus petite taille apparente et la plus petite distance, on obtient la plus petite taille réelle, soit 8,02 al. De ces deux valeurs, on déduit que la taille de l'amas est égale à 17,8 ± 9,7 al.

### Métallicité
Simbad rapporte une seule valeur de la métallicité, soit 0,047. Selon cette valeur, le pourcentage d'éléments lourds (plus lourd que l'hydrogène et l'hélium) de cet amas est de 111% (100,047) de celui du Soleil.

### Âge
La base de données WEBDA et le catalogue Lynga suggère un âge donné par log10 = 8,229,, soit 108,229 = 169 Ma.

### Mouvement propre
Simbad indique sept couples de valeurs pour le mouvement propre de l'amas, dont cinq provenant d'articles publiés entre 2018 et 2021 qui sont très semblables. Les deux autres provenant d'articles publiés en 2014 et 2017 sont totalement différents et imprécis. Les valeurs de ces cinq couples en ascension droite et en déclinaison sont :
- −7,694 ± 0,079 mas/an et 3,038 ± 0,074 mas/an[9]
- −7,702 ± 0,121 mas/an et 2,988 ± 0,103 mas/an[10]
- −7,705 ± 0,110 mas/an et 2,996 ± 0,109 mas/an[11]
- −7,705 ± 0,011 mas/an et 2,996 ± 0,009 mas/an[7]
- −7,705 ± 0,110 mas/an et 2,996 ± 0,109 mas/an[12]

La moyenne du mouvement propre et de leur incertitude obtenue de ces six couples en ascension droite et en déclinaison est égale à −7,702 ± 0,086 mas/an et 3,003 ± 0,081 mas/an.
Les deux autres couples sont très différents et imprécis. Ils proviennent d'articles moins récents (2014 et 2017). Ces deux couples sont :
- −3,61 ± 4,47 mas/an et −1,14 ± 4,35 mas/an[15]
- −3,610 ± 0,200 mas/an et −1,140 ± 0 190,84 mas/an[16]

## Étoiles
Simbad montre aussi un bouton nommé Children. En cliquant sur ce bouton, on atteint une section de cette base de données qui renferme un tableau contenant 1 461 entrées, dont 1 318 Children, pour NGC 3330. Cependant, des étoiles (les Children) peuvent apparaître plusieurs fois dans la deuxième colonne du tableau, d'où le nombre de liens bibliographiques qui est supérieure au nombre d'étoiles. La quatrième colonne de ce tableau indique la probabilité que l'étoile appartienne à l'amas. En cliquant sur le titre de cette colonne, on peut classer la probabilité par ordre croissant ou décroissant. En cliquant sur la désignation de l'étoile, on atteint la page de Simbad qui résume ses propriétés. Le tableau ci-dessous résume les propriétés de 60 étoiles différentes dont la probabilité d'appartenir à l'amas est égale ou supérieure à 90%. Une seule étoile présente un certain intérêt, il s'agit de TYC 8605-457-1, une binaire à éclipses.
| Nom                     | α                 | δ                 | P (mas)         | d (pc)        | μα* (mas/an) | μδ* (mas/an) | mV     | Prob      | Rem         |
| ----------------------- | ----------------- | ----------------- | --------------- | ------------- | ------------ | ------------ | ------ | --------- | ----------- |
| TYC 8601-3307-1         | 10h 37m 54,3331s  | -54° 09′ 49,3695″ | 0,5518 ± 0,0157 | 1812+53 -50   | -7,737       | 3,112        | 12,98  | 100(3)    |             |
| TYC 8601-3933-1         | 10h 38m 38,3872s  | -54° 09′ 54,0653″ | 0,5429 ± 0,0162 | 1842+57 -73   | -7,653       | 3,193        | 12,43  | 100(3) 90 |             |
| TYC 8601-3956-1         | 10h 38m 55,0591s  | -54° 06′ 57,1612″ | 0,5649 ± 0,018  | 1770+58 -55   | -7,619       | 3,149        | 12,34  | 100(3)    |             |
| TYC 8601-4059-1         | 10h 38m 13,1374s  | -54° 08′ 59,2169″ | 0,5489 ± 0,0174 | 1822+60 -56   | -7,653       | 3,165        | 11,85  | 100(3)    |             |
| TYC 8601-4406-1         | 10h 39m 07,3215s  | -54° 14′ 47,4182″ | 0,5319 ± 0,0158 | 1880+58 -56   | -7,813       | 3,04         | 12,09  | 90(2)     |             |
| TYC 8605-457-1          | 10h 37m 43,3069s  | -54° 37′ 35,9383″ | 0,7359 ± 0,0126 | 1359 ± 24     | -7,359       | 3,102        | 12,39  | 100(3)    | Bin/ecl & ? |
| DR3 5353869187683368960 | 10h 40m 24,2821s  | -54° 29′ 14,6003″ | 0,6269 ± 0,0237 | 1595+63 -58   | -7,329       | 3,127        |        | 100(3)    |             |
| DR3 5353891968189447936 | 10h 39m 10,4617s  | -54° 16′ 52,7555″ | 0,5856 ± 0,0162 | 1708+49 -46   | -7,747       | 3,054        |        | 100(3)    |             |
| UCAC4 180-064665        | 10h 39m 09,6192s  | -54° 10′ 36,9905″ | 0,6054 ± 0,0127 | 1652 ± 35     | -7,615       | 2,976        | 13,219 | 100(3)    |             |
| DR3 5353898221661620736 | 10h 38m 42,9097s  | -54° 07′ 07,2232″ | 0,5853 ± 0,0201 | 1652 ± 35     | -7,682       | 3,036        |        | 100(3)    |             |
| DR3 5353886504990731136 | 10h 38m 38,3605s  | -54° 18′ 55,8909″ | 0,6049 ± 0,0366 | 1653+106 -94  | -7,529       | 3,061        |        | 100(3)    |             |
| UCAC4 180-064395        | 10h 38m 36,1526s  | -54° 03′ 48,5088″ | 0,5636 ± 0,0147 | 1774+48 -45   | -7,679       | 3,04         | 13,892 | 100(3)    |             |
| DR3 5353894888767264000 | 10h 39m 13,1361s  | -54° 10′ 11,7509″ | 0,5787 ± 0,0375 | 1728+120 -105 | -7,64        | 3,058        |        | 100(3)    |             |
| DR3 5353893514377436416 | 10h 38m 57,2671s  | -54° 12′ 18,4194″ | 0,6103 ± 0,0245 | 1639+69 -63   | -7,638       | 3,018        |        | 100(3)    |             |
| UCAC4 180-065221        | 10h 40m 46,1643s  | -54° 10′ 02,9882″ | 0,6145 ± 0,0121 | 1627+33 -31   | -7,717       | 2,980        |        | 100(3)    |             |
| UCAC4 180-064481        | 10h 38m 44,4259s  | -54° 04′ 27,0051″ | 0,5871 ± 0,0133 | 1703 ± 39     | -7,585       | 2,960        |        | 100(3)    |             |
| DR3 5353897019070531200 | 10h 38m 32,3159s  | -54° 07′ 12,3367″ | 0,5872 ± 0,0142 | 1703+42 -40   | -7,692       | 2,982        |        | 100(3)    |             |
| UCAC4 180-064297        | 10h 38m 25,1015s  | -54° 08′ 23,2910″ | 0,5792 ± 0,0125 | 1727+38 -36   | -7,692       | 2,982        |        | 100(3)    |             |
| DR3 5353892998981327232 | 10h 38m 41,2052s  | -54° 14′ 14,3470″ | 0,6095 ± 0,0305 | 1641+86 -78   | -7,707       | 2,938        |        | 100(3)    |             |
| DR3 5353896400595448960 | 10h 38m 33,4479s  | -54° 10′ 26,9812″ | 0,5851 ± 0,0285 | 1709+88 -79   | -7,640       | 3,021        |        | 100(3)    |             |
| DR3 5353896125717542656 | 10h 38m 41,3415s  | -54° 11′ 22,2664″ | 0,5659 ± 0,0298 | 1767+98 -88   | -7,716       | 3,147        |        | 100(3)    |             |
| UCAC4 180-064410        | 10h 38m 38,1909s  | -54° 05′ 03,0999″ | 0,5338 ± 0,0165 | 1873+60 -56   | -7,697       | 3,089        | 12,840 | 100(3)    |             |
| DR3 5353898599618522496 | 10h 38m 44,5952s  | -54° 04′ 50,9316″ | 0,5973 ± 0,0167 | 1674+48 -46   | -7,645       | 3,074        |        | 100(3)    |             |
| DR3 5353906261842164608 | 10h 40m 00,3489s  | -54° 07′ 61,6657″ | 0,5645 ± 0,0176 | 1771+57 -54   | -7,691       | 2,994        |        | 100(3)    |             |
| UCAC4 180-064282        | 10h 38m 23,1700s  | -54° 09′ 18,1758″ | 0,5998 ± 0,0128 | 1667 ± 36     | -7,621       | 2,998        |        | 100(3)    |             |
| DR3 5353896812912322944 | 10h 38m 35,8325s  | -54° 09′ 12,4668″ | 0,5686 ± 0,0167 | 1759+53 -50   | -7,716       | 3,040        |        | 100(3)    |             |
| DR3 5353896812912325760 | 10h 38m 36,5211s  | -54° 08′ 58,3025″ | 0,5641 ± 0,0146 | 1773+59 -55   | -7,613       | 3,085        |        | 100(3)    |             |
| UCAC4 180-064396        | 10h 38m 36,1766s  | -54° 08′ 42,0844″ | 0,5824 ± 0,0146 | 1717+44 -42   | -7,613       | 3,085        |        | 100(3)    |             |
| DR3 5353893205139785216 | 10h 39m 05,2287s  | -54° 14′ 00,6767″ | 0,601 ± 0,0451  | 1664+135 -116 | -7,723       | 2,989        |        | 100(3)    |             |
| UCAC4 180-064377        | 10h 38m 34,5010s  | -54° 10′ 11,5593″ | 0,5568 ± 0,0122 | 1796 ± 40     | -7,766       | 3,063        |        | 100(3)    |             |
| DR3 5353893720535886592 | 10h 38m 52,6365s  | -54° 09′ 20,3371″ | 0,563 ± 0,0201  | 1776+66 -61   | -7,699       | 2,998        |        | 100(3)    |             |
| UCAC4 180-064475        | 10h 38m 44,0731s  | -54° 08′ 56,8701″ | 0,6162 ± 0,0133 | 1623+36 -34   | -7,633       | 3,004        |        | 100(3)    |             |
| UCAC4 179-062052        | 10h 37m 56,8327s  | -54° 18′ 29,4758″ | 0,6086 ± 0,0133 | 1643 ± 34     | -7,682       | 3,061        | 13,317 | 100(3)    |             |
| DR3 5353987041586851968 | 10h 36m 25,9397s  | -54° 13′ 57,1520″ | 0,5872 ± 0,0155 | 1703+46 -44   | -7,721       | 3,076        |        | 100(3)    |             |
| UCAC4 180-063821        | 10h 37m 20,4074s  | -54° 05′ 48,4563″ | 0,5734 ± 0,0127 | 1744+40 -38   | -7,668       | 3,098        |        | 100(3)    |             |
| DR3 5354090876711443200 | 10h 36m 42,3400s  | -53° 57′ 48,4644″ | 0,6192 ± 0,0174 | 1615+47 -44   | -7,668       | 3,098        |        | 100(3)    |             |
| DR3 5354080019034349184 | 10h 37m 12,9683s  | -54° 07′ 12,8078″ | 0,5731 ± 0,0151 | 1745+47 -45   | -7,694       | 3,017        |        | 100(3)    |             |
| DR3 5354079984674601472 | 10h 37m 10,8761s  | -54° 08′ 09,6295″ | 0,5868 ± 0,0241 | 1704+65 -60   | -7,652       | 3,137        |        | 100(3)    |             |
| UCAC4 180-063929        | 10h 37m 35,9690s  | -54° 07′ 56,2193″ | 0,596 ± 0,0152  | 1678+45 -42   | -7,582       | 2,990        |        | 100(3)    |             |
| UCAC4 178-064575        | 10h 39m 45,5059s  | -54° 32′ 37,1574″ | 0,6066 ± 0,0127 | 1649 ± 35     | -7,624       | 2,985        |        | 90(2)     |             |
| DR3 5353866301465253632 | 10h 40m 02,5381s  | -54° 38′ 47,0396″ | 0,5272 ± 0,0278 | 1897+106 -95  | -7,764       | 3,071        |        | 90(2)     |             |
| DR3 5353898187301892864 | 10h 38m 49,7133s  | -54° 06′ 50,3851″ | 0,5711 ± 0,0243 | 1751+78 -71   | -7,564       | 2,999        |        | 90(2)     |             |
| UCAC4 180-064518        | 10h 38m 49,0862s  | -54° 05′ 42,7856″ | 0,5525 ± 0,0179 | 1810+61 -57   | -7,848       | 3,033        |        | 90(2)     |             |
| DR3 5353895163645170048 | 10h 39m 03,1507s  | -54° 09′ 00,0027″ | 0,5736 ± 0,0256 | 1743+82 -75   | -7,568       | 3,103        |        | 90(2)     |             |
| DR3 5353893617456659584 | 10h 38m 56,7172s  | -54° 11′ 17,8601″ | 0,5529 ± 0,0283 | 1809+98 -88   | -7,721       | 3,083        |        | 90(2)     |             |
| DR3 5353897878063977472 | 10h 38m 13,2195s  | -54° 06′ 52,0630″ | 0,5339 ± 0,0242 | 1873+89 -81   | -7,754       | 3,033        |        | 90(2)     |             |
| UCAC4 180-064388        | 10h 38m 35,5376s  | -54° 05′ 59,2274″ | 0,5869 ± 0,014  | 1704+42 -40   | -7,708       | 3,026        | 13,576 | 90(2)     |             |
| DR3 5353892517945291648 | 10h 39m 18,3380s  | -54° 13′ 55,0745″ | 0,6189 ± 0,0206 | 1616+56 -52   | -7,701       | 2,926        |        | 90(2)     |             |
| DR3 5353900008367811840 | 10h 38m 30,9464s  | -54° 00′ 29,1921″ | 0,6187 ± 0,0316 | 1616+87 -79   | -7,773       | 3,049        |        | 90(2)     |             |
| DR3 5353895743437617920 | 10h 39m 02,44989s | -54° 05′ 57,0315″ | 0,6425 ± 0,0363 | 1556+93 -83   | -7,675       | 3,022        |        | 90(2)     |             |
| DR3 5353890559439843584 | 10h 37m 59,7356s  | -54° 15′ 57,6793″ | 0,5611 ± 0,0348 | 1782+118 -104 | -7,716       | 3,096        |        | 90(2)     |             |
| DR3 5353896464991954816 | 10h 38m 27,1922s  | -54° 09′ 31,8471″ | 0,5750 ± 0,0311 | 1739+99 -89   | -7,742       | 2,966        |        | 90(2)     |             |
| DR3 5353891452793091712 | 10h 38m 00,4821s  | -54° 10′ 07,8413″ | 0,5945 ± 0,0189 | 1682+55 -52   | -7,641       | 2,922        |        | 90(2)     |             |
| DR3 5353897774984780544 | 10h 38m 27,9224s  | -54° 05′ 58,5969″ | 0,5465 ± 0,0498 | 1830+183 -153 | -7,726       | 3,041        |        | 90(2)     |             |
| DR3 5353922440954557440 | 10h 38m 59,0784s  | -54° 01′ 06,0543″ | 0,5485 ± 0,0396 | 1823+142 -123 | -7,625       | 2,952        |        | 90(2)     |             |
| DR3 5354079469278821248 | 10h 37m 42,9361s  | -54° 07′ 32,1365″ | 0,6616 ± 0,0407 | 1511+99 -88   | -7,626       | 3,117        |        | 90(2)     |             |
| DR3 5354097542500373120 | 10h 35m 39,3160s  | -53° 57′ 04,8204″ | 0,7341 ± 0,0365 | 1362+71 -65   | -7,645       | 2,826        |        | 90(2)     | ?           |
| DR3 5354119051698751616 | 10h 37m 46,6049s  | -53° 38′ 23,4197″ | 0,6085 ± 0,0244 | 1643+69 -63   | -7,583       | 3,017        |        | 90(2)     |             |
| DR3 5354112420269432320 | 10h 38m 20,3608s  | -53° 50′ 51,3968″ | 0,5641 ± 0,0255 | 1773+84 -77   | -7,600       | 3,047        |        | 90(2)     |             |
| UCAC4 181-059000        | 10h 35m 41,2530s  | -53° 50′ 17,9094″ | 0,5730 ± 0,0154 | 1745+48 -46   | -7,499       | 3,255        | 12,803 | 90(2)     |             |

- Bin/ecl = Binaire à éclipses
- ? = Valeur en dehors de la moyenne et de l'incertitude de la distance de l'amas.

### Distance
La compilation des parallaxes et du mouvement propre de chacune des 60 étoiles permet d'obtenir une distance moyenne et le mouvement propre moyen de l'amas. La parallaxe moyenne des étoiles est égale à 0,586 8 ± 0,039 4 mas, ce qui correspond à une distance de 1 704+123
−107 pc (∼5 560 al). On peut cependant calculer la distance à partir des parallaxes de deux autres façons. Premièrement, on peut calculer la moyenne et l'écart type des distances des 60 étoiles. La valeur obtenue est égale à 1 711 ± 105 pc (∼5 580 al). On peut aussi utiliser la moyenne des distances ainsi que la moyenne des écarts positifs et négatifs obtenus pour chaque étoile à partir de leur parallaxe. Cette dernière méthode donne une valeur de 1 745+48
−46 pc. Peu importe la méthode, on remarquera que les distances obtenues sont un peu  inférieures, mais très semblables à celle obtenue par le calcul des parallaxes indiqués par Simbad

### Mouvement propre
La moyenne et l'écart type du mouvement propre des 60 étoiles en ascension droite et en déclinaison sont respectivement égaux à −7,334 ± 0,090 mas/an et 3,046 ± 0,071 mas/an. Ces deux valeurs sont semblables aux valeurs rapportées par Simbad.